# Изчезване на Мери Бойл
Мери Бойл (на английски: Mary Boyle) е британско шестгодишно дете, което на 18 март 1977 г. изчезва безследно на границата на графства Донигал и Фърмана. Към днешна дата тя е от най-дълго изчезнал детски случай в Република Ирландия.
Разследването на нейното изчезване е застрашено от твърдения за политическа намеса и некомпетентност на полицията. „Гардиън“ определя случая като "Ирландската Маделин Маккан".

## Изчезване
Мери Бойл е видяна за последен път в 15:30 часа на 18 март 1977 г., в близост до фермата на баба си и дядо си в Кашелард, близо до Балишанън, Донигал. Семейството, включително майката Ан, бащата Чарли, по-големият брат Пади и близначката Ан, отиват във фермата в Деня на свети Патрик. Бойл играе навън, а след това последва чичо си, който връща стълба до друга ферма, на 37 метра над хълма, когато стигат до вода, която е твърде дълбока за нея да мине. Или нейният чичо ѝ казва да се върне, или Бойл тръгва сама, но тя спира на половината път, казвайки, че ще се върне. Връщането на Бойл не би трябвало да трае повече от пет минути, а чичо ѝ остава при съседите в продължение на 30 минути, като разговаря със семейството, че е върнал стълбата. След като разбира, че Бойл е изчезнала, семейството ѝ започва да я търси и да разпитва минувачите за нея. Рибар твърди, че е видял Бойл да се качва в червена кола.
Много от блатата в района са изсушени в опит да се намери Бойл. Сестрата близначка на Бойл казва, че тя е яла пакет с крипсчета по онова време и ако е паднала в блато, пакетът ще се появи на повърхността.

## Разследване
Гарда започва да претърсва околността и пресушава езерото зад дома на бабата и дядото. Те също така създават реконструкция на изчезването, а Ан, сестрата близначка на Мери Бойл, е в нейната роля. Първоначалното разследване е подложено на няколко обвинения за политическа намеса и некомпетентност на полицията.
От 1977 г. насам са извършени полицейски претърсвания, като последното се случва през 2016 г., когато започва ново разследване. Не са намерени данни.
Случаят добива известна публичност, поради твърденията за политическо участие, които се съсредоточават около обвинението, че политик е извикал Гарда и им е казал да не разпитват или задържат основния си заподозрян. Случаят е най-продължителното дело за изчезнали деца в Република Ирландия.
През 2018 г. роднини и поддръжници провеждат мълчалив протест пред кабинета на лекаря в Странорлар. Протестът има за цел да принуди съдебния лекар да извърши разследване на смъртта на Бойл, което би позволило на ключовите свидетели да бъдат разпитани за първи път с публични записи. Сестрата близначка на Мери Бойл е сред групата, която подава петиция, съдържаща повече от 10 000 подписа, изискващи да се проведе разследване.
Ирландският разследващ журналист Двема О'Дохърти продуцира документален филм за изчезването ("Mary Boyle: The Unntold Story"), който изследва няколко възможни причини за нейното изчезване. Ан Бойл предполага, че Мери е била изнасилена и убита. Документалът е подложен на критики от хората, интервюирани за програмата.
През март 2018 г. Гарда подава искане за информация по случая и заявява, че разследването все още продължава.

## Заподозрени
Първоначалният заподозрян, разпитван скоро след изчезването на Бойл, е освободен без обвинения. Други хора са разпитани във връзка с изчезването на Бойл - Брайън Макмеън е на разпит през октомври 2014 г., но на следващия ден е освободен. По-късно Макмеън става обществено достояние, като отрича каквото и да било участие в изчезването и заявява, че местните хора знаят, че не би могъл да го направи. Робърт Блек, осъден убиец на деца, също е предложен като заподозрян, когато се разкрива, че той е трансграничен шофьор на камион, който може да е бил в района по време на изчезването на Бойл, тъй като той често посещава Донигал, доставящ стоки. Блек е известен в района и е обвинен от Гарда. Неговият микробус е идентифициран извън кръчмата в Анагри, Донигал, по време на изчезването на Бойл. По-късно свидетел твърди, че е чул плач от задната част на микробуса. Въпреки това, по времето, когато документалният филм на О'Дохърти е пуснат, широко се смята, че Блек не би могъл да бъде отговорен.
Ан Бойл и други роднини публично твърдят, че вярват, че знаят какво се е случило с Мери и кой е отговорен за нейното изчезване. Това причинява напрежение и разцепление в семейството на Бойл, а майката на Ан публично критикува дъщеря си през 2016 г., като нарича публичните ѝ призиви „... най-нелепите, които някога съм виждала в живота си“. Бащата на Мери Бойл - Чарли почива при риболовна злополука, край бреговете на Донигал през 2005 г.